# M107 175mm自走カノン砲
M107 175mm自走カノン砲は、アメリカ合衆国で1950年代に開発された長砲身64.5口径175mmカノン砲M113を搭載した自走砲である。1960年代から70年代にかけてアメリカ陸軍および輸出先の友好国で運用された。
同時に開発されたM110 203mm自走榴弾砲は共通の車台を使用し搭載砲が異なる兄弟車種である。

## 概要
M107、M110は第二次世界大戦終了間際に完成したM40 155mm自走カノン砲や、1950年代前半に実用化されたM53 155mm自走カノン砲、M55 203mm自走榴弾砲の後継機種とする事を目的として1956年に開発が始められた。なお、1950年代前半にM53やM55と同系列の車体に60口径175mm砲を搭載した自走砲がT162 175mm自走カノン砲として試作されていたが、こちらは量産に至っていない。
M107の開発時の形式名はT235で (同様にM110の開発時の呼称はT236であった) 、試作車両は1958年に完成し、1959年にはエンジンをディーゼルに換装して形式がT235E1となり、1961年に175mm Self-propelled Gun M107として制式採用された。
M107、M110には車体コンポーネントの共通化の他、空挺輸送可能である事も求められており、この為巨大な搭載砲に対して、車体部分は比較的小型軽量となっており、また装甲化された戦闘室といった防護設備も装備されていない。また、小型化により車体上に携行できる弾数は2発（資料によっては4発）のみとなっており、M548のような随伴車両による弾薬補給が不可欠である。運用に必要な砲兵は13名であるが、車体上に乗れるのはこれも小型化のため5名のみとなっており、こちらも随伴車両に搭乗することが必要であった。
車体はM107/M110専用の新規設計のものであったが、搭載されるディーゼルエンジンは先に開発されていたM108 105mm自走榴弾砲およびM109 155mm自走榴弾砲と共通で、またサスペンション構造はM113装甲兵員輸送車の設計を流用するなど共通化・低コスト化が図られている。
M107は1961年から1980年までに524両が製造され、アメリカ軍および輸出先の友好国で運用された。M107の最大射程32.7kmはこの時代の自走砲としては最大級のものであった。
アメリカ軍はベトナム戦争において1965年からM107を実戦投入し、1968年のケサンの戦いなどで活躍したが、1970年代後半には弾薬共通化などを目的に運用機種をM110に統一する事になり、M107は友好国への輸出に回されるか、あるいは搭載砲を203mm砲に換装しM110A1あるいはM110A2に改修された。
輸出先ユーザーの一つであるイスラエルはM107を200両程度導入しており、"Romach" (ロマク、ヘブライ語で槍の意) のニックネームを付け1973年の第四次中東戦争において実戦投入した。M107はシリア軍やエジプト軍の地対空ミサイルサイトの制圧に効果を発揮した。
このほか、イランに輸出されたM107は北朝鮮製のM1978 コクサン 170mm自走砲と共にイラン・イラク戦争で実戦投入された。

## バリエーション
M107/M110の派生型として、装甲回収車型のM578軽回収車が存在する。

## 運用国
- アメリカ合衆国 - アメリカ陸軍、アメリカ海兵隊が使用。ベトナム戦争で実戦投入。
- イスラエル - イスラエル陸軍が約200両を導入し、第四次中東戦争で実戦投入。ラトルン戦車博物館、イスラエル砲兵隊博物館に実車を展示している。
- 西ドイツ
- ギリシャ - 36両を導入。24両は後にM110A2に改修。
- イラン - イラン・イラク戦争で実戦投入[3]。導入数は42両と見られる[4]。2010年の軍事パレードにおいてM110と共に姿を見せている[5]。
- イタリア
- 韓国 - 24両を導入。2008年に退役。
- トルコ
- スペイン - 12両を導入。1990年代前半にM110A2に改修。
- イギリス
- ベトナム - アメリカ軍から鹵獲したM107をベトナム人民軍が使用。現在もベトナム国内のいくつかの軍事博物館に実車が展示されている。

## 画像

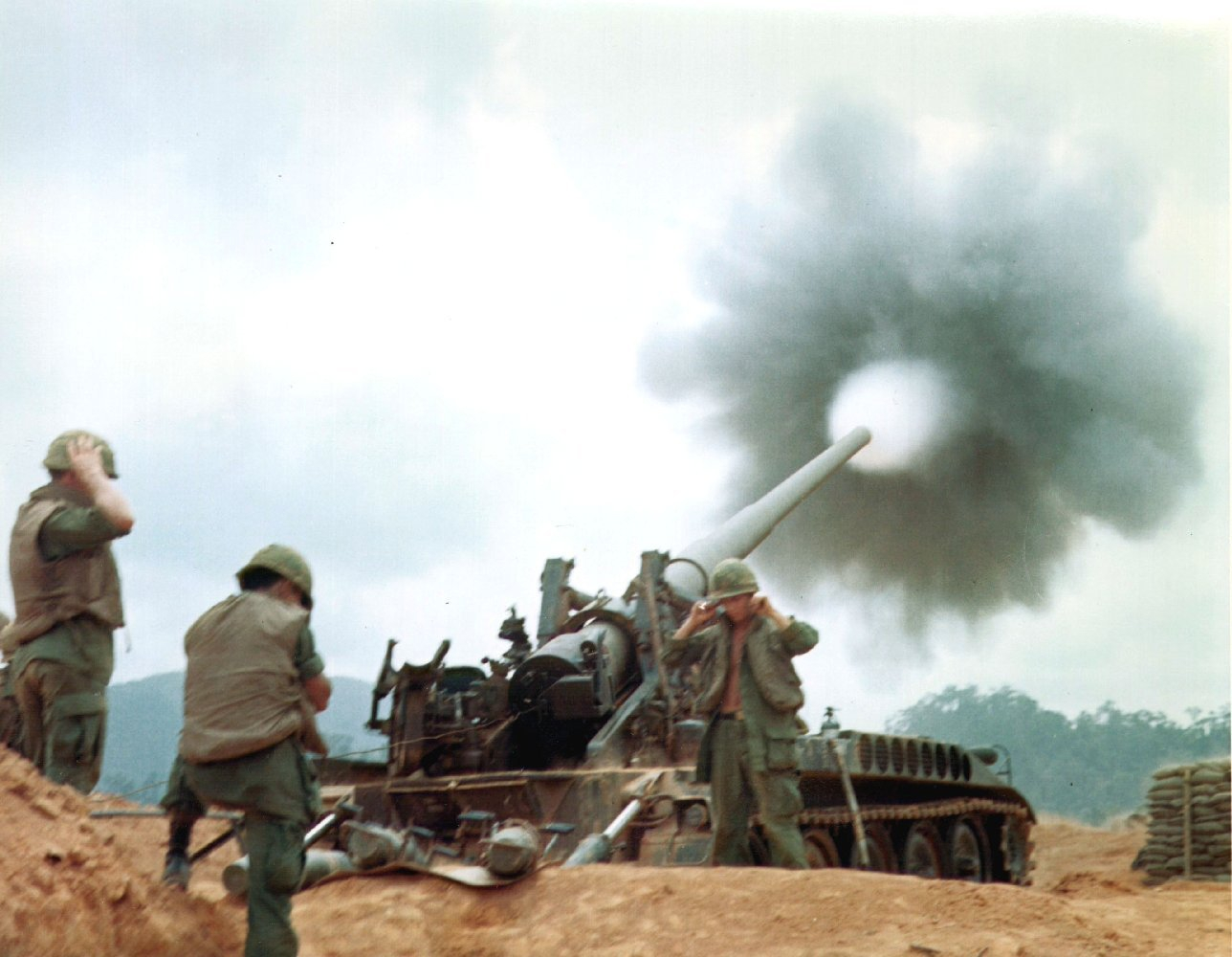
ベトナム戦争で砲撃を行うアメリカ陸軍のM107。1968年、ケサン。
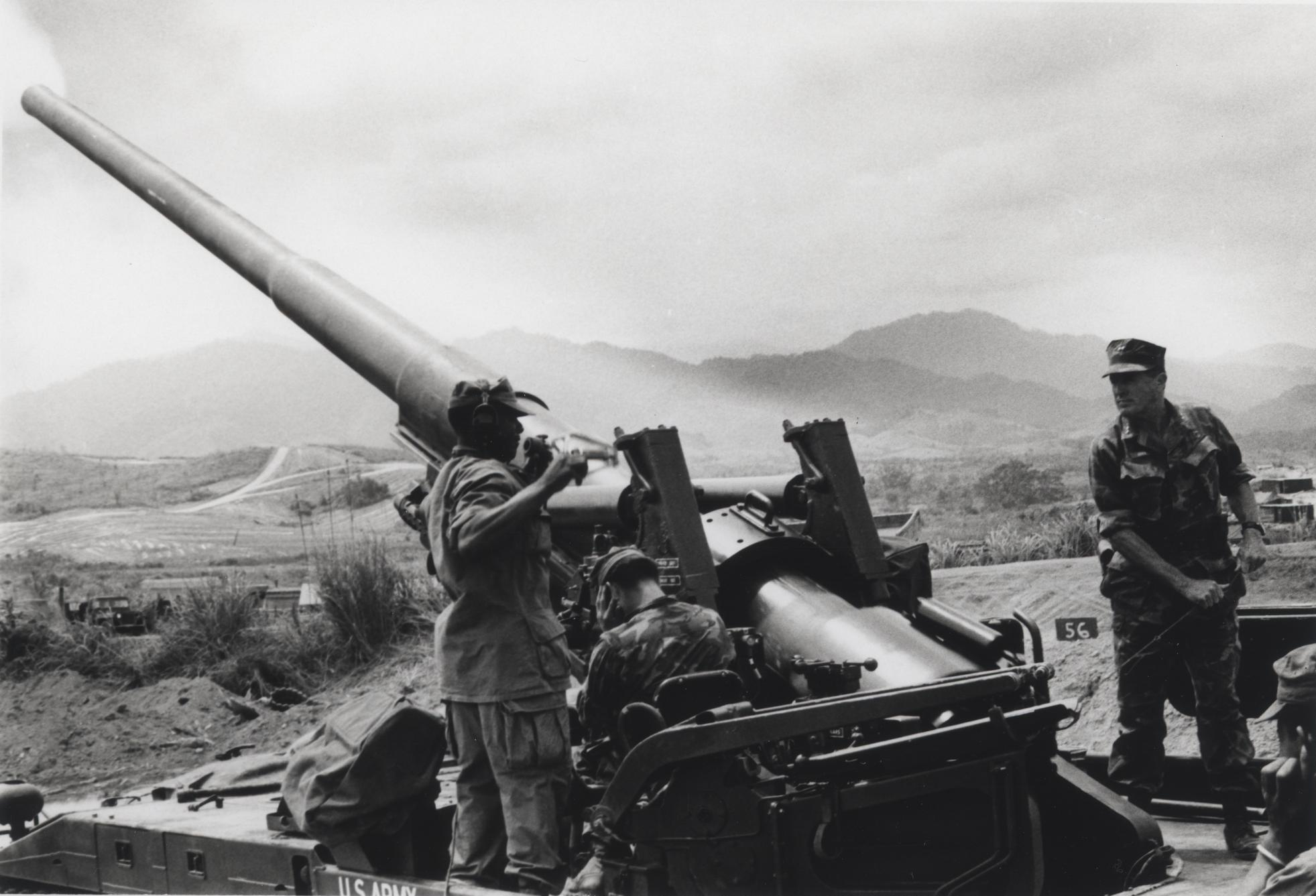
ベトナム戦争で砲撃を行うアメリカ海兵隊のM107。1969年。
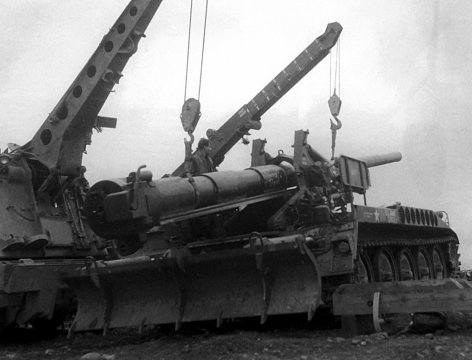
砲身交換を行うアメリカ海兵隊のM107。1968年。
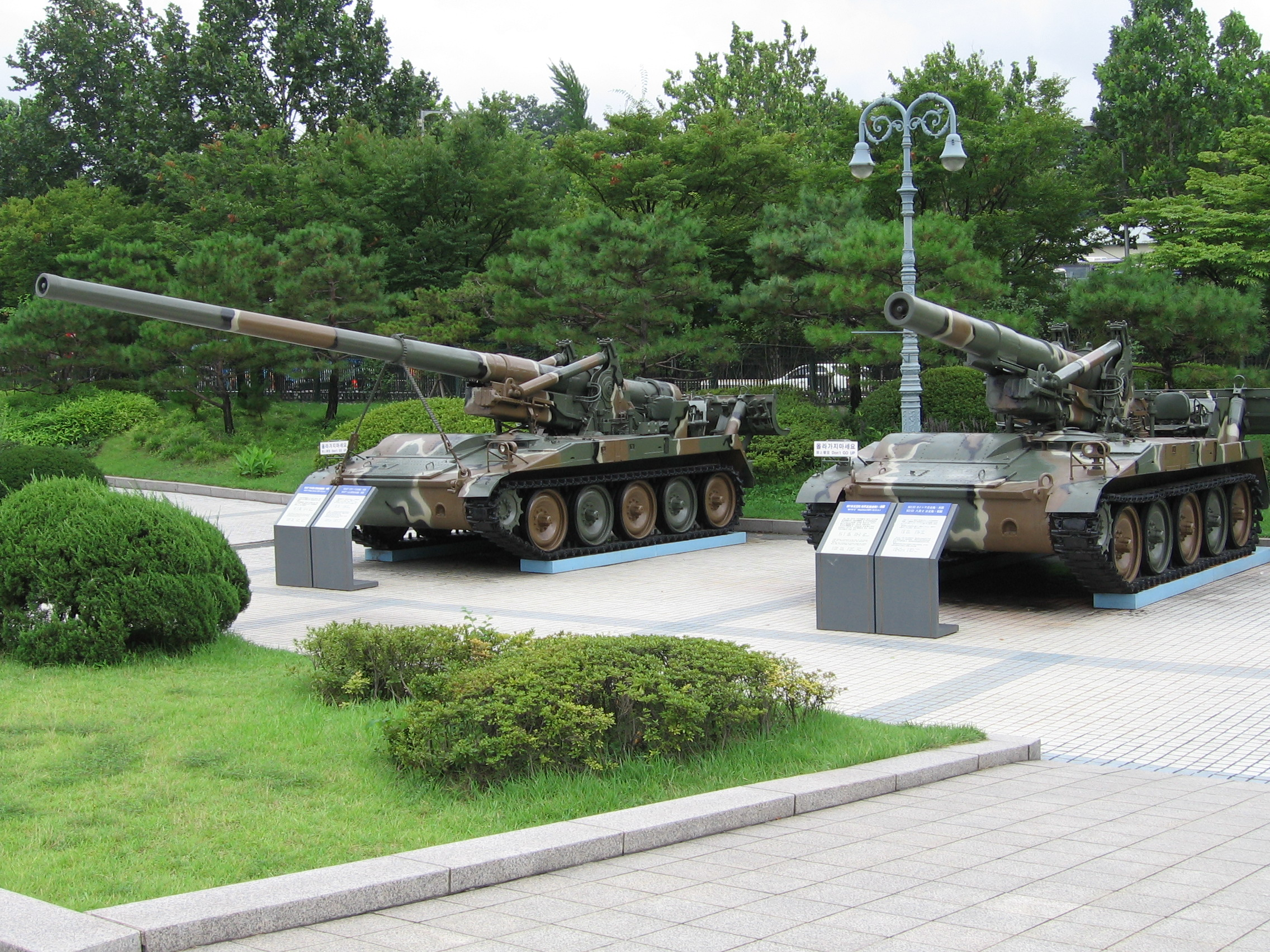
M107（奥）及びM110（手前）。韓国、ソウルの戦争記念館の展示車両。
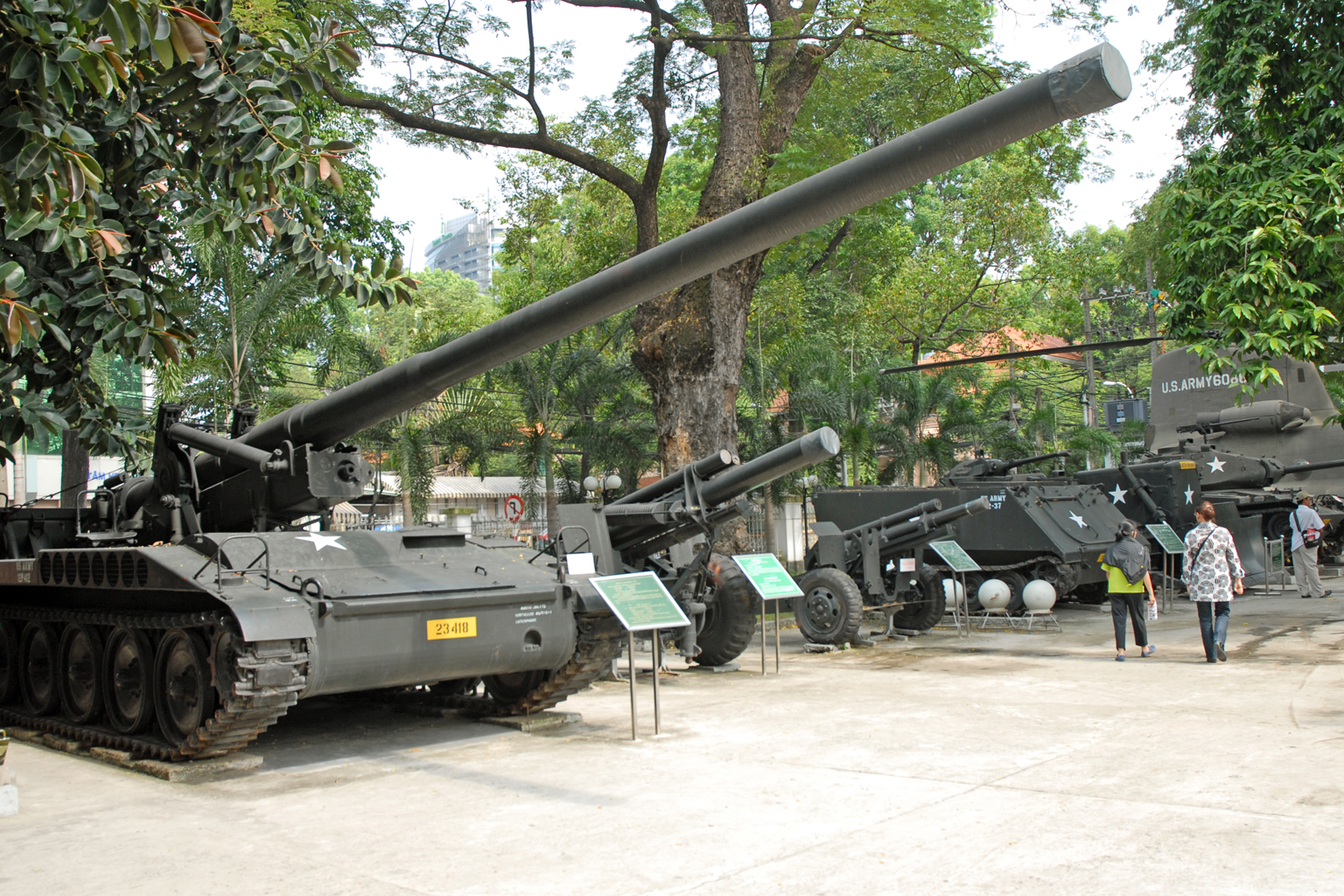
ベトナム、ホーチミン市の戦争証跡博物館の展示車両。
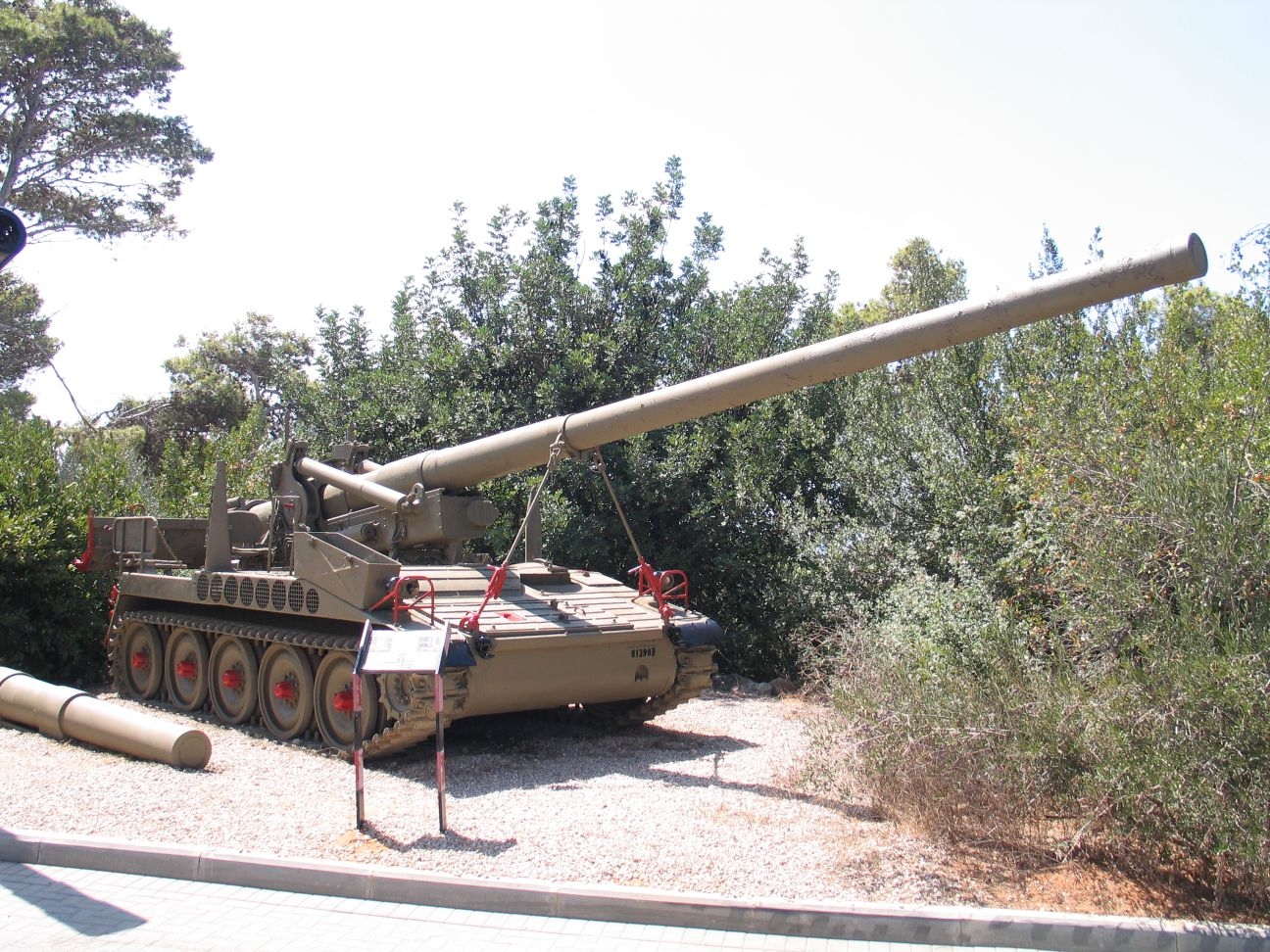
イスラエル軍のM107。イスラエル砲兵隊博物館の展示車両。
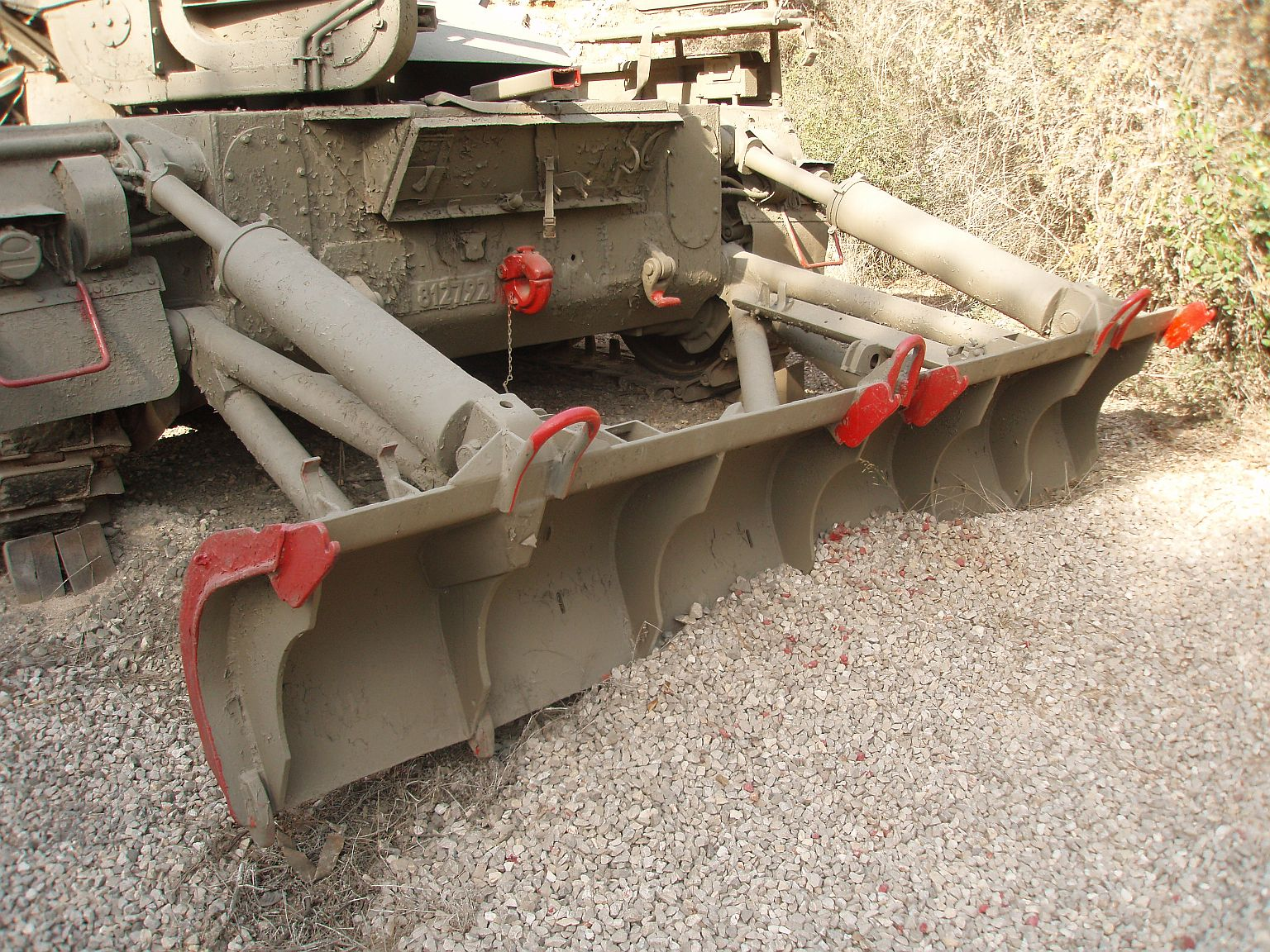
M107の車体後部の駐鋤。
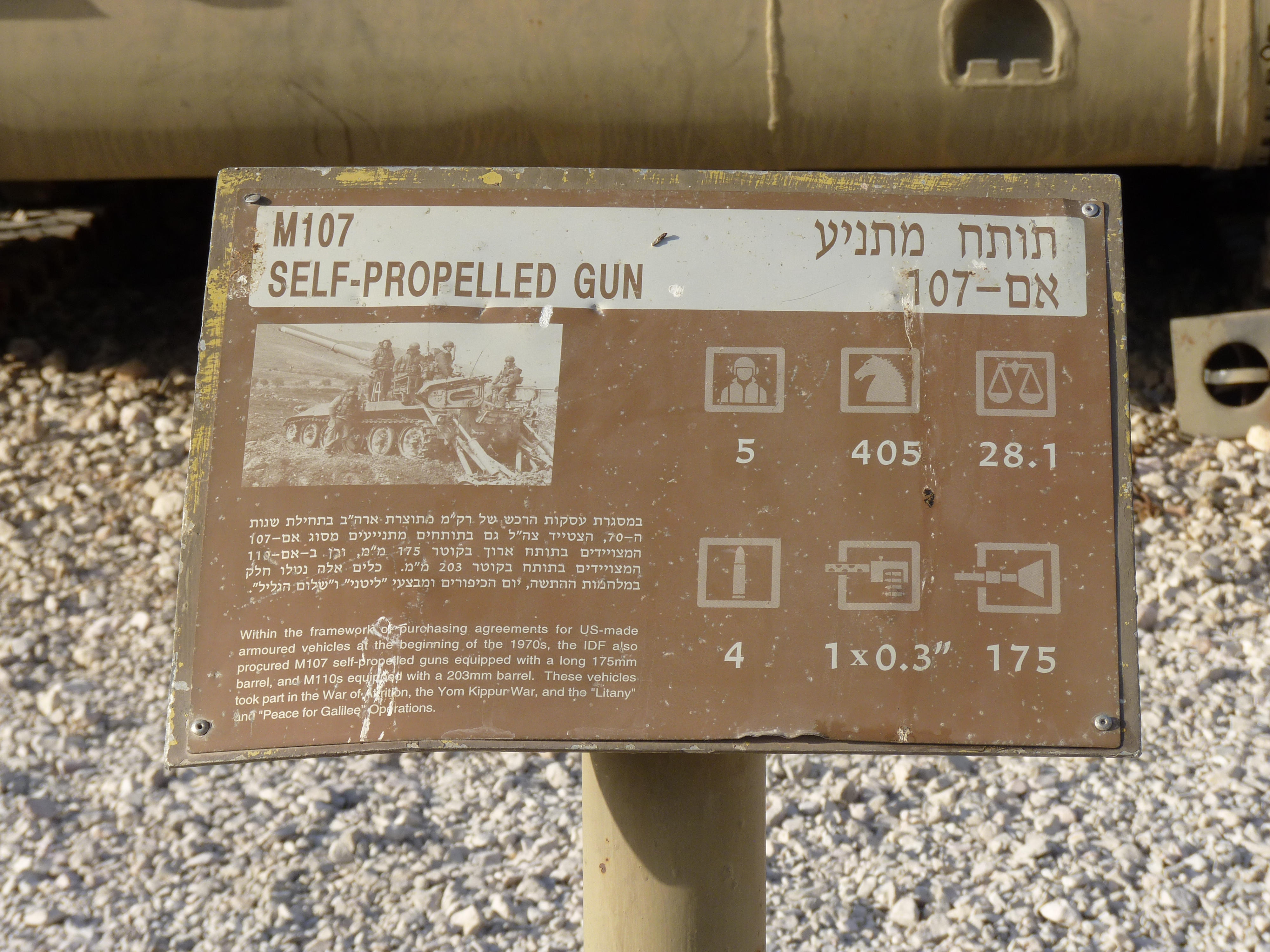
ラトルン戦車博物館の実車解説。乗員数や重量がイラストで記されている。